# Eurovision Young Musicians 2006
Der 13. Eurovision Young Musicians (EYM) fand vom 7. bis zum 12. Mai 2006 auf dem Rathausplatz in Wien statt. Erstmals wurde ein Eurovisionswettbewerb als Freiluftveranstaltung abgehalten. Es gewann der schwedische Cellist Andreas Branteilid.

## Teilnehmer

Länder, die 2006 teilgenommen haben
Länder, die bereits im Halbfinale ausgeschieden sind
Länder, die in der Vergangenheit teilgenommen haben, jedoch nicht 2006

Die Teilnehmerzahl erhöhte sich nur geringfügig im Vergleich zum Vorjahr. Bulgarien und Serbien und Montenegro debütierten beim Wettbewerb. Tschechien kehrte zurück, hingegen blieben Deutschland und Estland dem Wettbewerb fern.

## Format
Die Veranstaltung wurde von dem Schauspieler Michael Ostrowski in seiner Rolle Schallbert Gilet moderiert.
Jedes Land schickt einen Musiker, welcher nicht älter als 19 Jahre ist, zum Wettbewerb. Dieser spielt dann ein Instrument und stellt mit diesem ein Stück vor. Da die Anzahl der Teilnehmer den Zeitrahmen für ein Finale sprengen würde, gab es zwei Halbfinale.
So entschied eine professionelle Jury am Ende lediglich acht Länder, die im Finale auftreten werden. Die Jury entscheidet daraufhin ebenfalls die ersten drei Plätze dort. Folgende Juroren saßen 2006 in der Jury:
- Ranko Markovic
- / Hiroko Sakagami
- / Carole Dawn Reinhart
- Heinz Sichrovsky
- Erik Niord Larsen
- Lidia Baich

## Halbfinale

### Erstes Halbfinale
Das erste Halbfinale fand am 7. Mai statt im Wiener Konzerthaus statt. Folgende Länder qualifizierten sich für das Finale.
| Land                   | Künstler/-in                | Instrument | Ergebnis      |
| ---------------------- | --------------------------- | ---------- | ------------- |
| Belgien                | Ilia Laporev                | Cello      | ausgeschieden |
| Bulgarien              | Ivan Szvetozarevo Gerasimov | Fagott     | ausgeschieden |
| Griechenland           | Jónian-Ilia Kadesa          | Violine    | ausgeschieden |
| Kroatien               | Varga Zita                  | Cello      | ausgeschieden |
| Norwegen               | Tine Thing Helseth          | Trompete   | Qualifiziert  |
| Rumänien               | Alina Elena Bercu           | Klavier    | Qualifiziert  |
| Serbien und Montenegro | Marija Godjrvač             | Klavier    | ausgeschieden |
| Schweiz                | Simone Sommerhalder         | Oboe       | Qualifiziert  |
| Vereinigtes Königreich | Jennifer Pike               | Violine    | Qualifiziert  |
| Zypern                 | Jórgosz Mánnurisz           | Klavier    | ausgeschieden |

### Zweites Halbfinale
Das zweite Halbfinale fand am 8. Mai im Wiener Konzerthaus statt. Folgende Länder qualifizierten sich für das Finale
| Land        | Künstler/-in       | Instrument | Ergebnis      |
| ----------- | ------------------ | ---------- | ------------- |
| Finnland    | Visa Sippola       | Klavier    | ausgeschieden |
| Niederlande | Kate Sebring       | Klavier    | ausgeschieden |
| Österreich  | Daniela Koch       | Querflöte  | Qualifiziert  |
| Polen       | Jacek Kortus       | Klavier    | ausgeschieden |
| Russland    | Dmitri Majboroda   | Klavier    | Qualifiziert  |
| Slowenien   | Luka Šulić         | Cello      | ausgeschieden |
| Tschechien  | Markéta Janoušková | Violine    | ausgeschieden |
| Schweden    | Andreas Brantelid  | Cello      | Qualifiziert  |

## Finale
Das Finale fand am 12. Mai statt. Aufgrund des 250. Geburtstags von Wolfgang Amadeus Mozart wurden nur Stücke Mozarts oder seines Zeitgenossen Joseph Haydn gespielt. Es nahmen 7 Länder teil, jedoch wurden nur die ersten drei Plätze bekannt gegeben.
| Platz | Startnr. | Land                   | Interpret           | Instrument | Stück                                                                   |
| ----- | -------- | ---------------------- | ------------------- | ---------- | ----------------------------------------------------------------------- |
| 1.    | 5        | Schweden               | Andreas Brantelid   | Cello      | Concerto for Violoncello and Orchestra, 1st movement von J. Haydn       |
| 2.    | 4        | Norwegen               | Tine Thing Helseth  | Trompete   | Concerto for Trumpet and Orchestra, 1st movement von J. Haydn           |
| 3.    | 7        | Russland               | Dmitri Majboroda    | Klavier    | Concerto for Piano and Orchestra, KV 467 3rd movement von W.A. Mozart   |
| –     | 1        | Rumänien               | Alina Elena Bercu   | Klavier    | Concerto for Piano and Orchestra, KV 503, 1st movement von W.A. Mozart  |
| –     | 2        | Schweiz                | Simone Sommerhalder | Oboe       | Concerto for Oboe and Orchestra, KV 314, 1st movement von W.A. Mozart   |
| –     | 3        | Vereinigtes Königreich | Jennifer Pike       | Violine    | Concerto for Violin and Orchestra, KV 216, 2nd movement von W.A. Mozart |
| –     | 6        | Österreich             | Daniela Koch        | Querflöte  | Concerto for Flute and Orchestra, KV 314, 1st movement von W.A. Mozart  |

## Übertragung
Folgende Sender übertrugen die Veranstaltung.
| Land                   | Sender              |
| Teilnehmende Länder    | Teilnehmende Länder |
| ---------------------- | ------------------- |
| Belgien                | VRT                 |
| Belgien                | RTBF                |
| Bulgarien              | BNT                 |
| Estland                | ETV                 |
| Finnland               | Yle TV1             |
| Griechenland           | ERT                 |
| Niederlande            | NPS                 |
| Norwegen               | NRK                 |
| Österreich             | ORF                 |
| Polen                  | TVP2                |
| Rumänien               | TVR                 |
| Russland               | KTVC                |
| Serbien und Montenegro | RTS                 |
| Serbien und Montenegro | RTCG                |
| Schweden               | SVT                 |
| Schweiz                | SF                  |
| Schweiz                | TSI                 |
| Schweiz                | TSR                 |
| Slowenien              | RTV SLO             |
| Tschechien             | ČT                  |
| Vereinigtes Königreich | BBC                 |
| Zypern                 | CyBC                |